# Revolta peonilor
Revolta peonilor (titlul original: în spaniolă Tierra de hombres) este un film dramatic mexican, realizat în 1957 de regizorul Ismael Rodríguez, după romanul omonim al scriitoarei Elvira de la Mora, protagoniști fiind actorii Antonio Aguilar, Joaquín Cordero, Domingo Soler și Rosa de Castilla.
Filmul a fost prezentat la a 18-a ediție a Festivalului de Film de la Veneția (1957).

## Rezumat
Gilberto este fiul unui proprietar respectabil, Don Juan, și este împotriva guvernului și de partea revoluționarilor, deține arme pentru a-i sprijini la ferma tatălui său. Când află tatăl său, îl dă afară din hacienda și Gilberto se alătură revoluției. 
După mult timp se întâlnesc din nou și Gilberto este acum un slujitor guvernamental, iar tatăl său este mândru de el, deoarece slujește națiunea.

## Distribuție
- Antonio Aguilar – Gilberto (ca Toni Aguilar)
- Joaquín Cordero – Fernando
- Domingo Soler – Don Juan, tatăl lui Gilberto
- Rosa de Castilla – María
- Julio Aldama – Juanito
- Raúl Meraz – Capitán Mena
- Elsa Cárdenas – Rosita
- María Teresa Rivas – Doña Mercedes (ca Teresa Rivas)
- Armando Arriola – Don Jesusito
- Nicolás Rodríguez – Don Ángel Custodio
- José Chávez – Fidel
- Roberto Xavier – Roque
- Manuel Arvide – General gobierno
- José Muñoz – Rebelde

## Melodii din film
- Luna, luna de Antonio A. Barraza
- El fusilado de Antonio A. Barraza
- La Zenaida de Antonio A. Barraza, interpretate de Rosa de Castilla